# Władysław Gliński
Władysław Gliński é o criador de uma variante do xadrez hexagonal, em 1936, que já foi chamado de "provavelmente o jogo de xadrez hexagonal mais jogado". O jogo era popular no Leste Europeu, especialmente na Polónia, país natal de Gliński. A certa altura, havia mais de meio milhão de jogadores e mais de 130 mil jogos de tabuleiro foram vendidos. O livro de Gliński Rules of Hexagonal Chess foi publicado em 1973.